# آسوالد ماسلی
آسوالد ماسلی (انگلیسی: Oswald Mosley؛ ۱۶ نوامبر ۱۸۹۶ – ۳ دسامبر ۱۹۸۰) سیاست‌مدار اهل بریتانیا بود که در دهه ۱۹۲۰ به عنوان عضو پارلمان به شهرت رسید و بعدها در دهه ۱۹۳۰ رهبر اتحادیه فاشیست‌های انگلیس شد.